# Bofur
Bofur is een dwerg in het boek De Hobbit van J.R.R. Tolkien.
Bofur was een van de dertien dwergen die in 2941 van de Derde Era mee deed aan de expeditie van Thorin Eikenschild, in de queeste naar de draak Smaug in Erebor, waar ook de Hobbit Bilbo aan deel nam. Zijn broer heet Bifur en zijn neef Bombur.
Hoewel hij wel van de dwergen van Moria afstamt is hij geen afstammeling van de lijn van Durin.
Dwergen: Balin · Bifur · Bofur · Bombur · Dori · Dwalin · Fíli · Glóin · Kíli · Nori · Óin · Ori · Thorin Eikenschild
Bilbo Balings, een hobbit · Gandalf, een tovenaar